# Rață cu ochi de șoim
Rața cu ochi de șoim sau rața de pădure (Aix sponsa) este o specie de rață anseriformă din genul Aix. Atinge o lungime de 45 de cm. Este întâlnită în America de Nord și mai rar în Cuba.

## Galerie

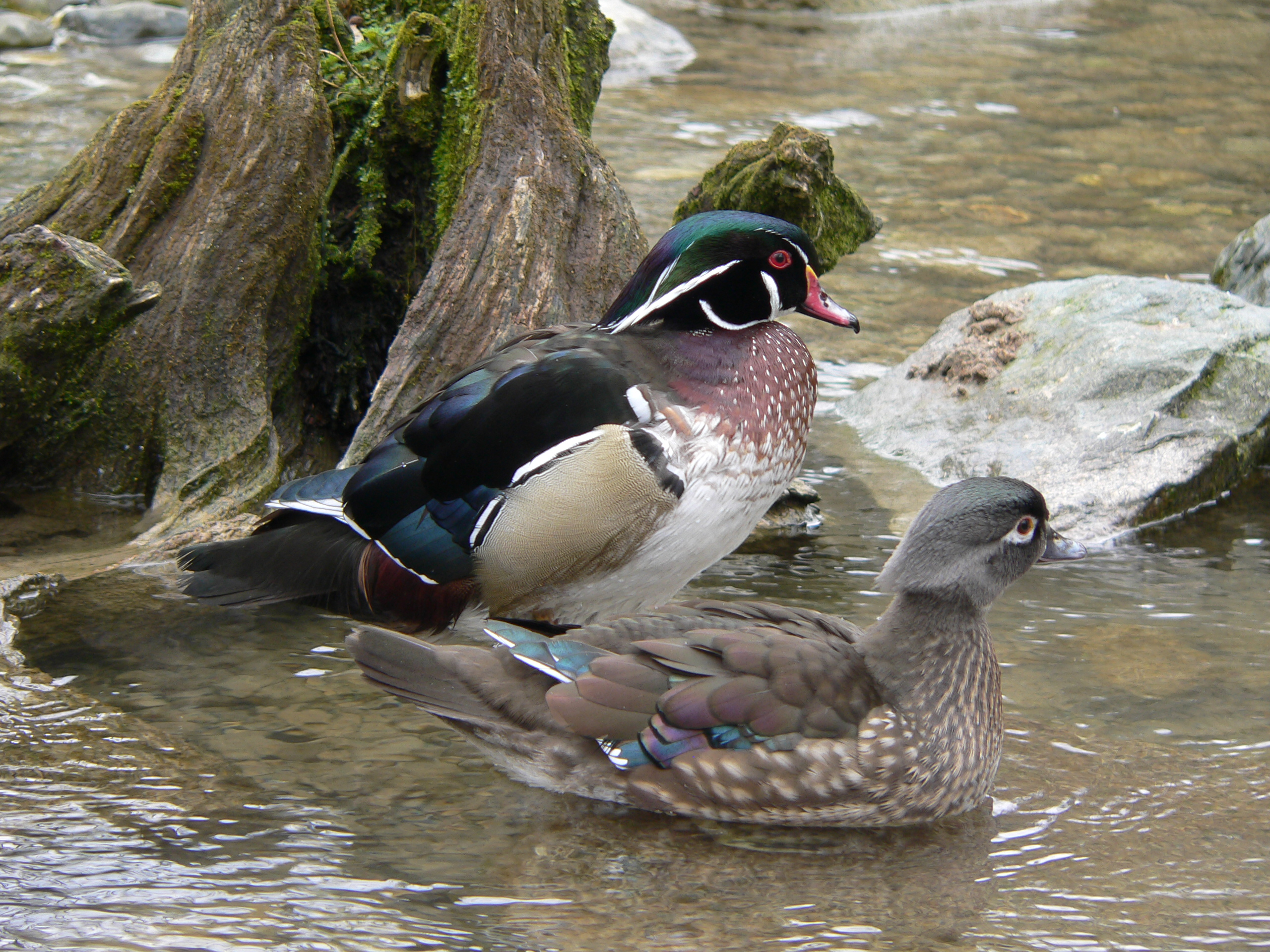
Pereche
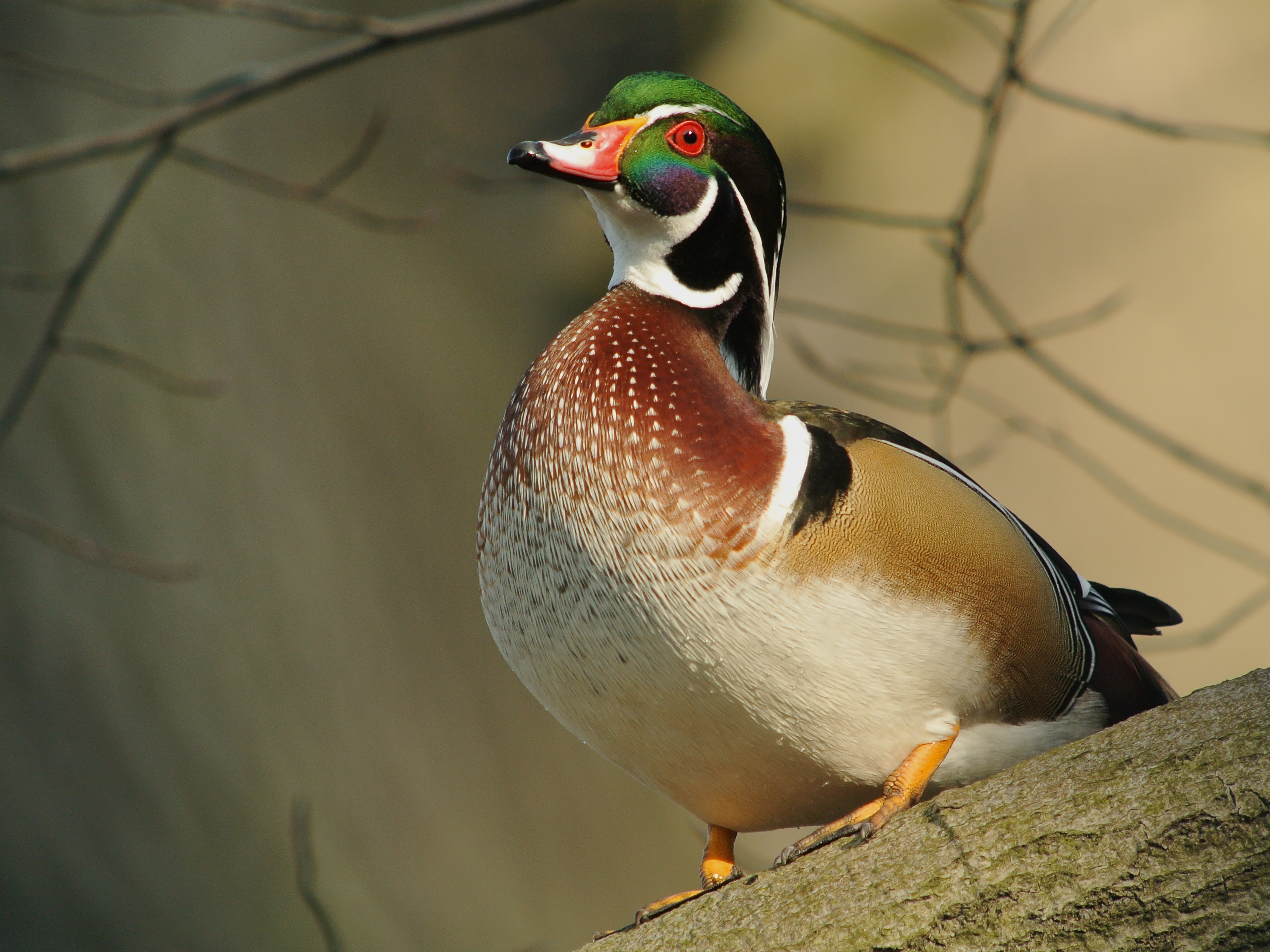
Mascul
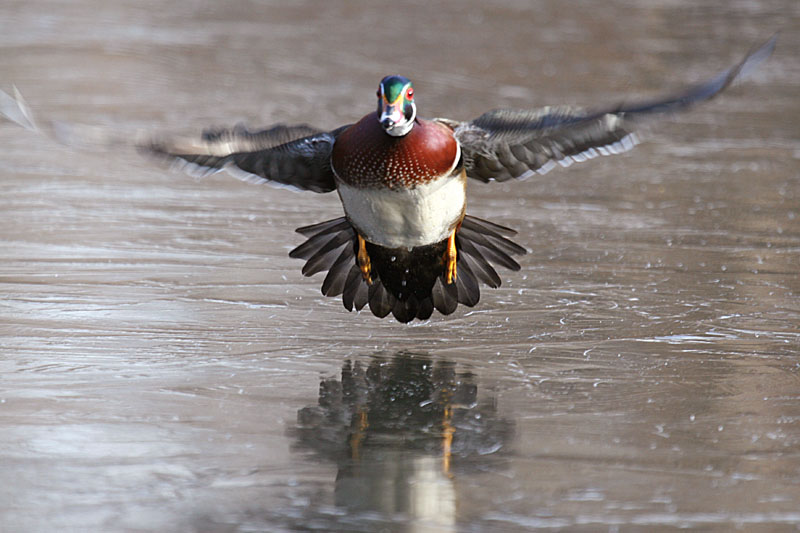
Zbor de pe gheață
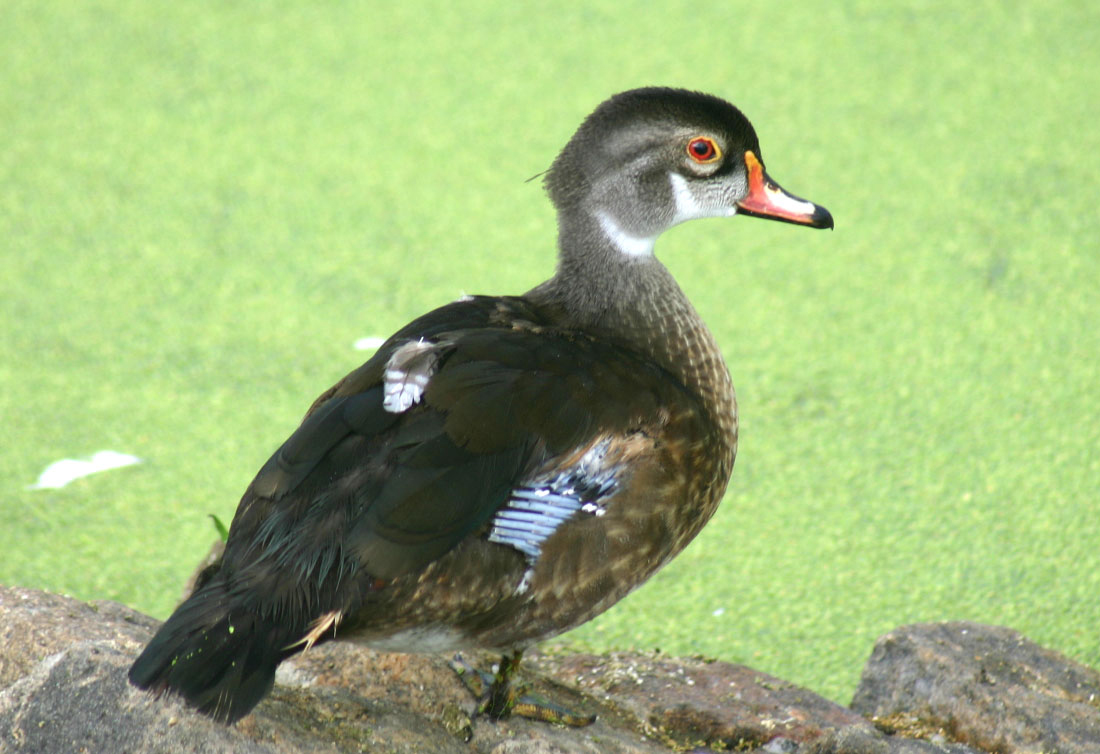
Mascul
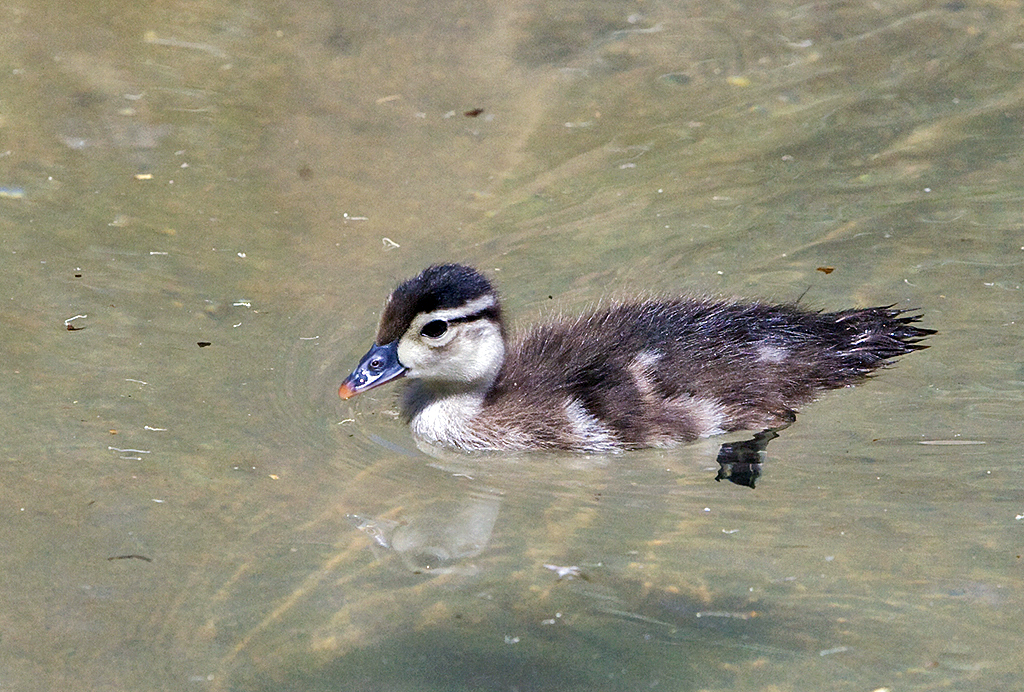
Rățușcă
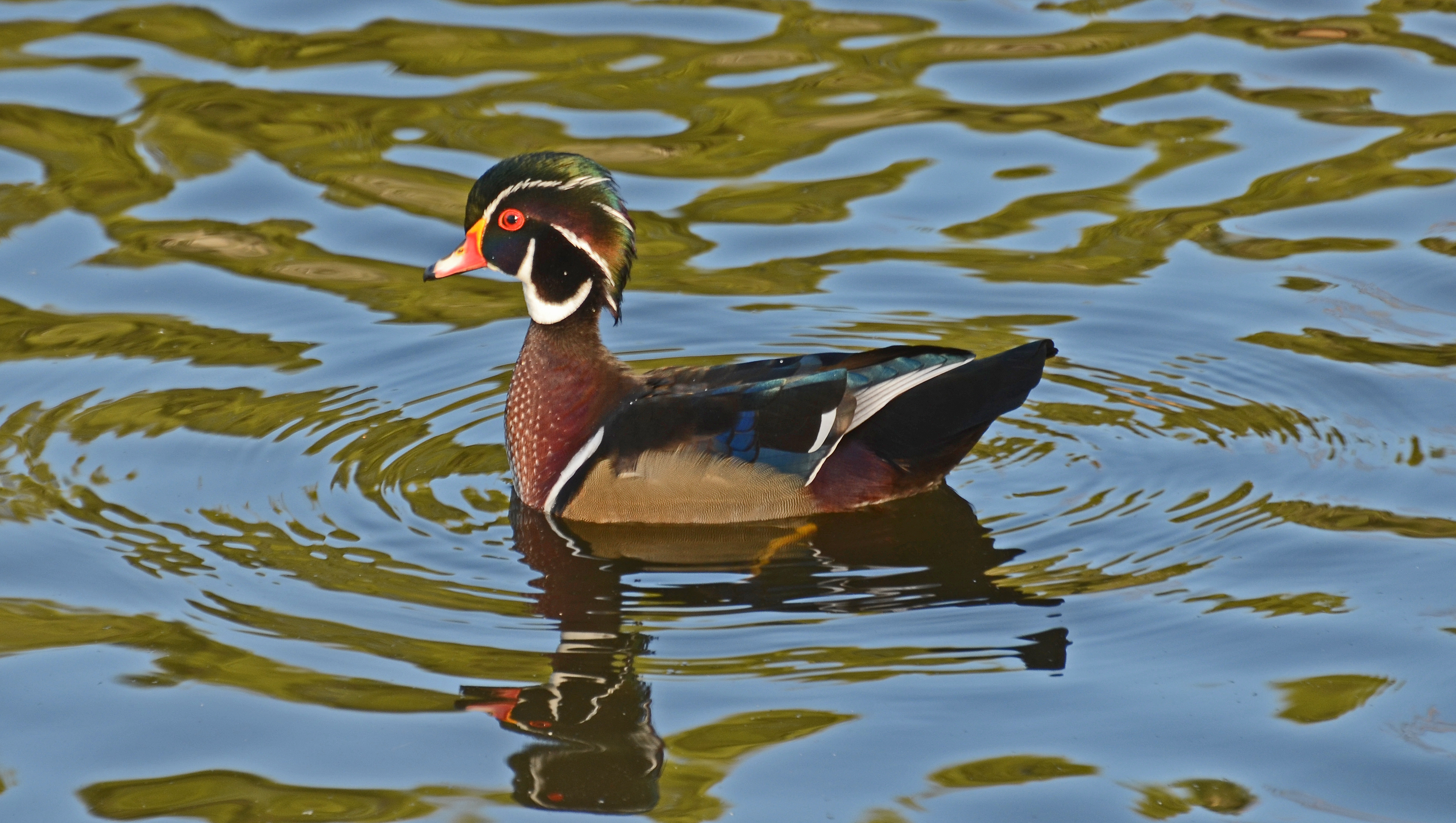
Mascul în profile
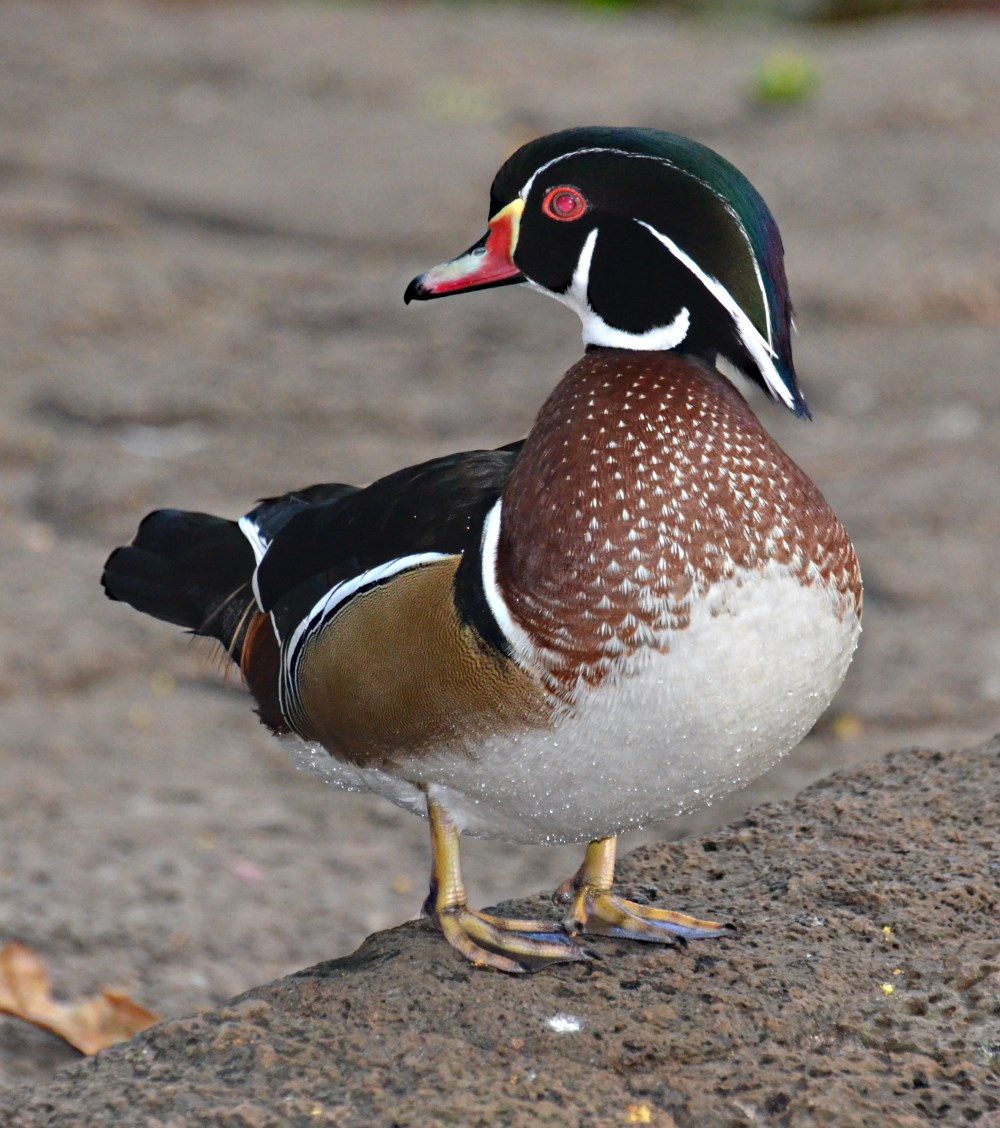
Mascul
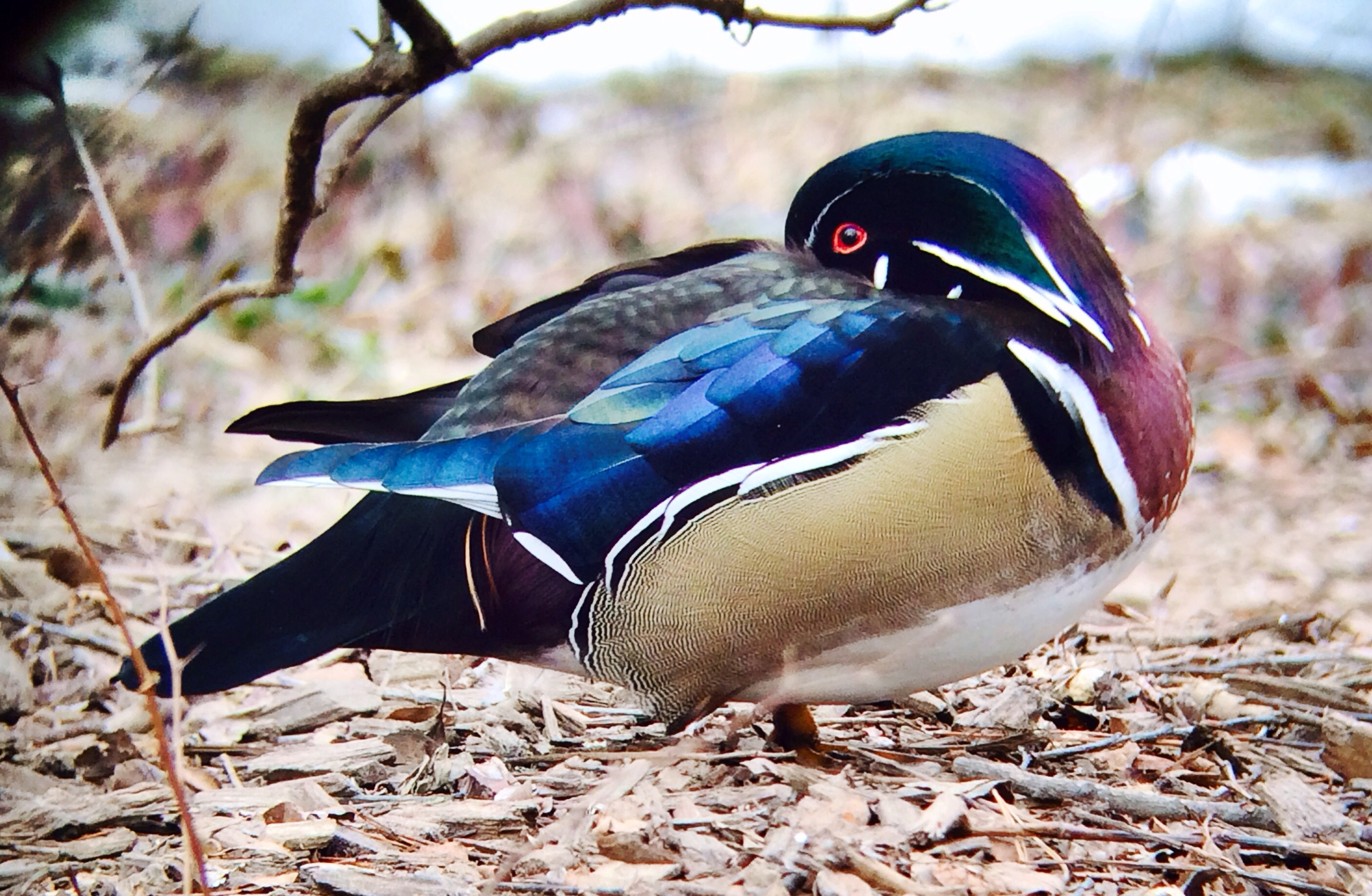
Mascul
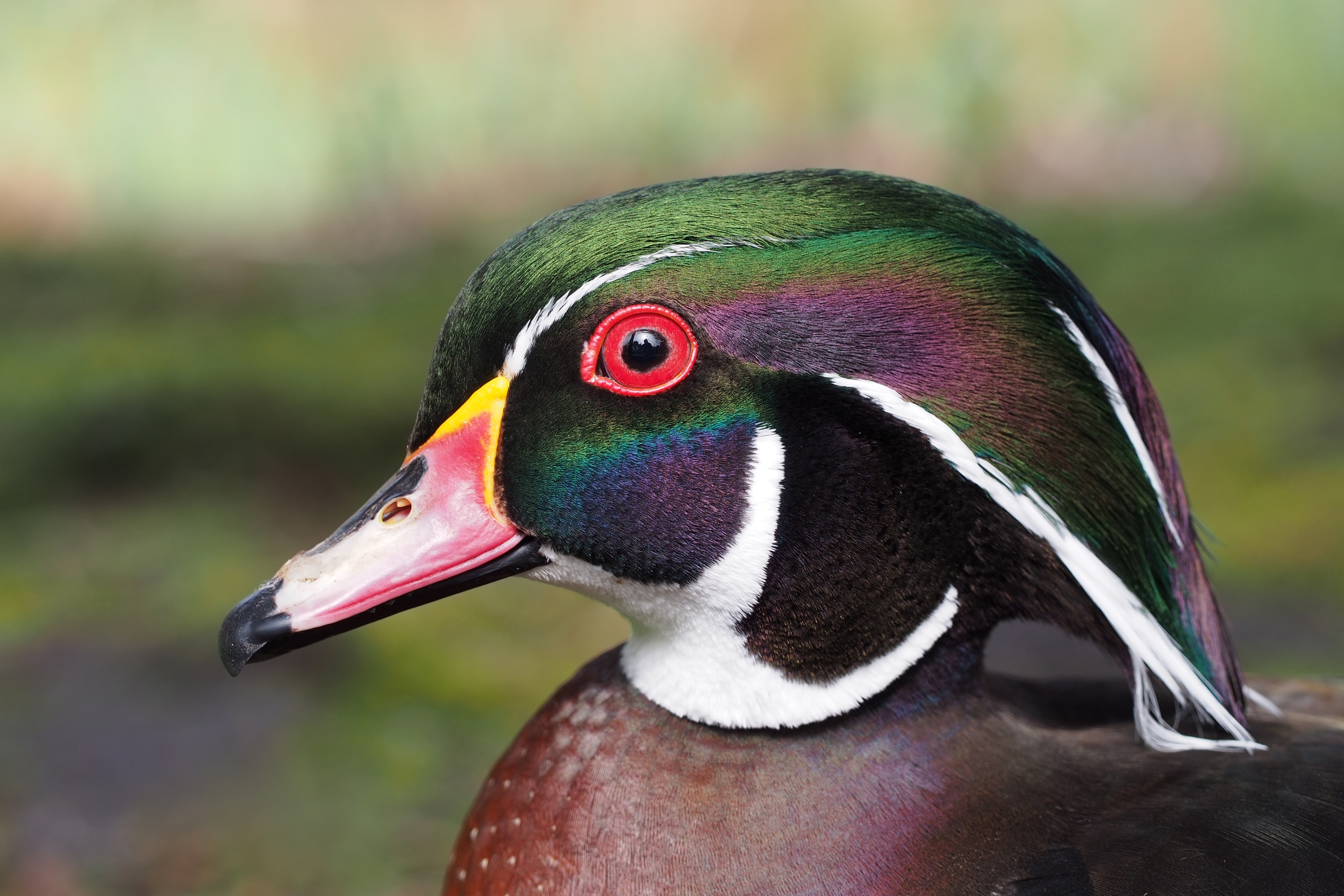
Mascul
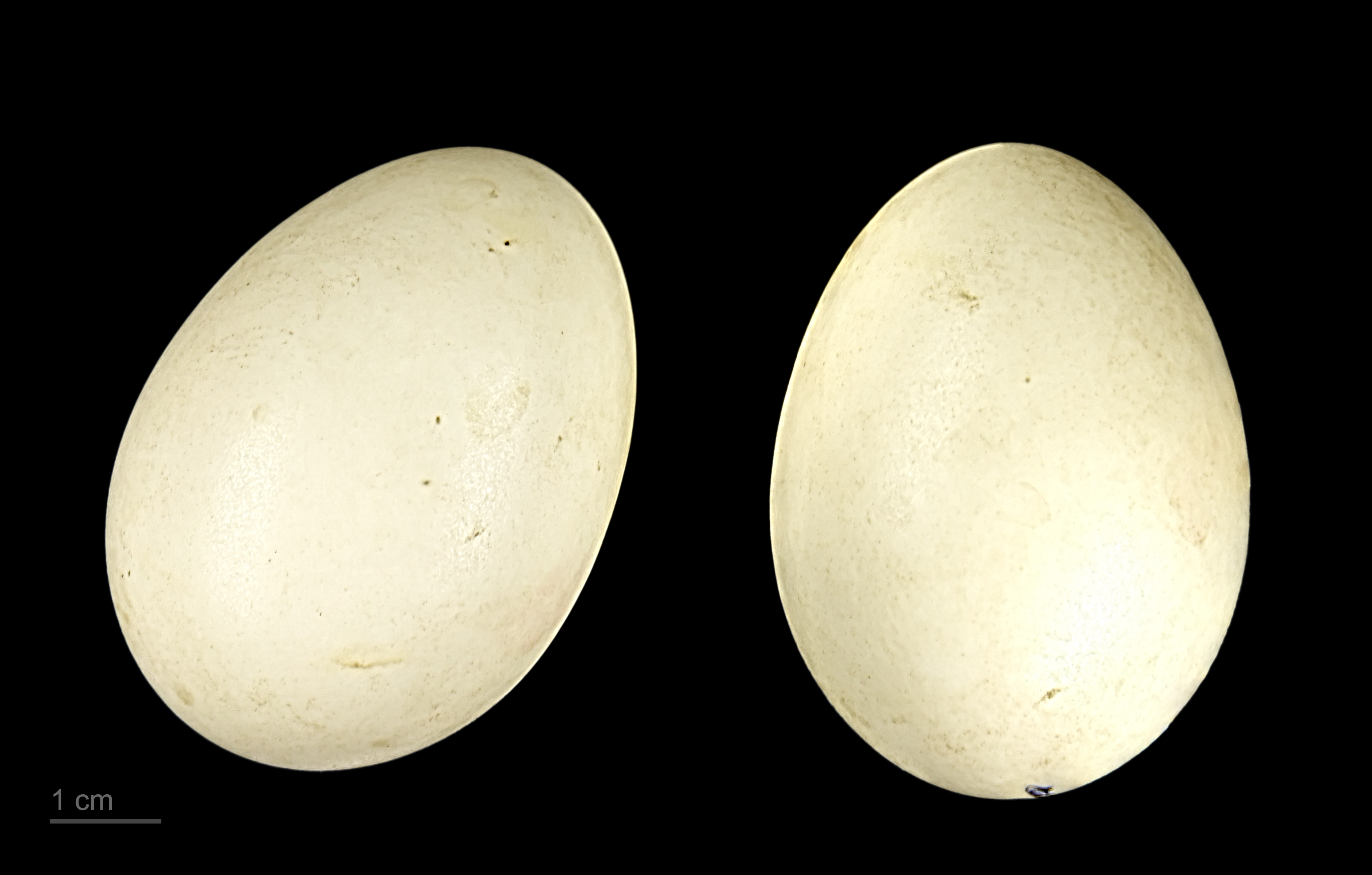
Aix sponsa - MHNT